# Сехудо, Генри
Ге́нри Ка́рлос Сеху́до (англ. Henry Carlos Cejudo; род. 9 февраля 1987, Сан-Хосе, Калифорния) — американский борец вольного стиля, боец смешанных единоборств (2013—2020, 2023 — по н. в.). Чемпион Летних Олимпийских игр 2008 по вольной борьбе, а также призёр Кубка мира, трёхкратный Панамериканский чемпион и победитель Панамериканских игр 2007.. Бывший чемпион UFC в легчайшем и наилегчайшем весе. Занимает 11 строчку рейтинга UFC в легчайшем весе.

## Биография
Генри Сехудо родился в многодетной и бедной мексиканской семье в Калифорнии. Его отец почти не принимал участия в воспитании, поскольку отбывал наказание. В 1991 году вместе с матерью переехал в Лас-Крусес, затем переезжал вместе с семьёй из штата в штат, пока семья окончательно не остановилась в Финиксе. Под влиянием старшего брата Эйнджела (четырёхкратного чемпиона штата среди школьников) стал заниматься борьбой. Успехи братьев привели их в Центр олимпийской подготовки в Колорадо-Спрингс, где они жили и получали стипендию. Таким образом Генри Сехудо пропустил почти непременный в США этап студенческого спорта.
В 2005 году выступил на чемпионате мира среди юниоров и остался пятым. В 2006 году победил на Панамериканском чемпионате среди взрослых, а на чемпионате мира среди юниоров завоевал серебряную медаль. В 2006 году также стал чемпионом США и получил титул «ASICS — национальный борец года среди учащихся». В 2007 году стал бронзовым призёром розыгрыша Кубка мира, подтвердил звания Панамериканского чемпиона и чемпиона США, был пятым на международном турнире в Киеве, втором на кубке Тахти и третьим на мемориале Ивана Ярыгина. В то же время на чемпионате мира был лишь 31-м. В 2008 году стал олимпийским чемпионом.
На Летних Олимпийских играх 2008 года в Пекине боролся в категории до 55 килограммов (полулёгкий вес). В турнире участвовали 19 человек. Турнир проводился по системе с выбыванием после поражения с утешительными схватками. Борцы по жребию делились на две группы, в первой группе было восемь спортсменов, начинавших борьбу с 1/8 финала, во второй группе одиннадцать, из которых пять борцов начинали борьбу с 1/8 финала, а шесть борцов проводили квалификационные встречи за право попасть в 1/8 финала. Те спортсмены, которые не проиграли ни одной схватки, выходили в финал, где разыгрывали первое и второе место. Борцы, которые проиграли финалистам, начинали бороться в утешительном турнире, по результатам которых определялись два бронзовых призёра, по одному в каждой группе. Другими словами, борец, проиграв схватку в любом круге турнира, выбывал не сразу, а ожидал результатов встречи своего победителя в следующем круге. Например, борец проиграл в 1/8, его победитель выходил в четвертьфинал. Если его победитель в четвертьфинале проигрывал, то борец выбывал сразу, а его победитель отправлялся в утешительный турнир. Если же его победитель в четвертьфинале вновь побеждал, то борец встречался в утешительной встрече с проигравшим в четвертьфинале и так далее. Схватка по правилам состояла из трёх периодов по две минуты; победивший в двух периодах выигрывал встречу. Генри Сехудо победил во всех встречах и стал чемпионом олимпийских игр.
| Круг  | Соперник           | Страна      | Результат | Основание     | Время схватки |
| ----- | ------------------ | ----------- | --------- | ------------- | ------------- |
| 1/8   | Радослав Великов   | Болгария    | Победа    | 0-1, 3-2, 4-3 | 6:00          |
| 1/4   | Бесарион Гочашвили | Грузия      | Победа    | 1-3, 3-2, 3-0 | 6:00          |
| 1/2   | Намик Севдимов     | Азербайджан | Победа    | 3-5, 3-2, 4-3 | 6:00          |
| Финал | Томохиро Мацунага  | Япония      | Победа    | 2-2, 3-0      | 4:00          |

По итогам 2008 года стал обладателем приза Джона Смита, вручаемого лучшему борцу-вольнику года в США.
В 2011 году победил на турнире Sunkist Kids International Open и занял второе место на турнире памяти Анри Деглана.
В 2012 году проиграл национальные отборочные соревнования на олимпиаду и бросил борцовки на ковёр, в знак того, что оставляет борьбу. И с 2013 года начал участвовать в боях по смешанным боевым искусствам.
В мае 2016 года стало известно, что Сехудо станет одним из тренеров нового сезона реалити-шоу The Ultimate Fighter 24. Тренером-оппонентом стал Джозеф Бенавидез, и бойцы провели поединок на The Ultimate Fighter 24 Finale, 3 декабря 2016 года. Сехудо проиграл судейским решением.

## UFC
25 июня 2014 года Генри Сехудо подписывает контракт с крупнейшим промоушеном в мире смешанных единоборств — UFC. Его дебют в организации должен был состояться в конце августа, в бою со Скоттом Йоргенсоном, однако из-за травмы Сехудо бой был отменен.
Свой первый бой в UFC Генри Сехудо провел 13 декабря 2014 года против Дастина Кимуры. Сехудо одержал победу единогласным решением судей.
После введения в UFC наилегчайшей весовой категории туда устремился и Сехудо. Первый бой в новом весе он провел 14 марта 2015 года против Криса Карьясо. Победа досталось Сехудо по решению судей.
14 июня 2015 года в рамках шоу UFC 188 Генри встретился в октагоне с Чико Камусом и также вышел победителем из схватки.
Серия побед позволила Сехудо претендовать на чемпионский пояс. 23 апреля 2016 года Генри вышел на титульный бой против действующего чемпиона Деметриуса Джонсона и уступил нокаутом в первом же раунде.
9 июня 2019 года Генри Сехудо одержал убедительную победу над бразильским бойцом Марлоном Мораесом. Это был титульный бой за вакантный титул UFC в легчайшем весе. Таким образом Генри стал обладателем двух поясов UFC.
После победы на олимпийских играх, самый молодой американский борец-олимпионик стал объектом интереса со стороны масс-медиа. Он участвовал в большом количестве телевизионных передач, включая NBC’s Today, CBS’ Early Morning Show и ABC’s Nightly News, а также в шоу Опры Уинфри, выступал с лекциями и проводил занятия. Генри Сехудо стал видным общественником и сотрудничает в разных сферах с различными коммерческими и некоммерческими организациям. Является представителем мотивационного движения #besomebody.
11 августа 2019 года Сехудо в социальной сети бросил вызов чемпиону UFC Валентине Шевченко, вызвав её на бой, пообещав стать первым в истории межгендерным чемпионом.
9 мая 2020 года Сехудо защищал титул чемпиона UFC в легчайшем весе в поединке с американцем Домиником Крусом и одержал победу техническим нокаутом. После этой победы Генри Сехудо заявил о своем желании завершить карьеру профессионального бойца и сосредоточиться на семье. В конце того же месяца Сехудо был лишен титула, а также исключен из официального рейтинга организации.

## Статистика в смешанных единоборствах
| Боёв 21  | Побед 16 | Поражений 5 |
| -------- | -------- | ----------- |
| Нокаутом | 8        | 1           |
| Сдачей   | 0        | 0           |
| Решением | 8        | 4           |

| Результат | Рекорд | Соперник           | Способ                     | Турнир                                    | Дата             | Раунд | Время | Место                         | Примечание |
| --------- | ------ | ------------------ | -------------------------- | ----------------------------------------- | ---------------- | ----- | ----- | ----------------------------- | --- |
| Поражение | 16-5   | Сун Ядун           | Техническое решение        | UFC Fight Night: Сехудо vs. Сун           | 23 февраля 2025  | 3     | 5:00  | Сиэтл, Вашингтон, США         | Из-за травмы, полученной в результате тычка пальцами в глаза, Сехудо не смог продолжить бой                                                        |
| Поражение | 16-4   | Мераб Двалишвили   | Единогласное решение       | UFC 298                                   | 17 февраля 2024  | 3     | 5:00  | Анахайм, Калифорния, США      | |
| Поражение | 16-3   | Алджамейн Стерлинг | Раздельное решение         | UFC 288                                   | 6 мая 2023       | 5     | 5:00  | Ньюарк, Нью-Джерси, США       | Бой за пояс чемпиона UFC в легчайшем весе |
| Победа    | 16-2   | Доминик Крус       | Технический нокаут (удары) | UFC 249                                   | 9 мая 2020       | 2     | 4:59  | Джэксонвилл, Флорида, США     | Защитил (1) пояс чемпиона UFC в легчайшем весе. 24 мая завершил карьеру и освободил пояс                                                           |
| Победа    | 15-2   | Марлон Мораис      | Технический нокаут (удары) | UFC 238                                   | 8 июня 2019      | 3     | 4:51  | Чикаго, Иллинойс, США         | Завоевал вакантный пояс чемпиона UFC в легчайшем весе. «Выступление вечера» (3)                                                                    |
| Победа    | 14-2   | Ти Джей Диллашоу   | Технический нокаут         | UFC Fight Night: Сехудо vs. Диллашоу      | 20 января 2019   | 1     | 0:32  | Нью-Йорк, США                 | Защитил (1) пояс чемпиона UFC в наилегчайшем весе. «Выступление вечера» (2). Диллашоу сдал положительный тест на эритропоэтин (ЭПО) до и после боя |
| Победа    | 13-2   | Деметриус Джонсон  | Раздельное решение         | UFC 227                                   | 4 августа 2018   | 5     | 5:00  | Лос-Анджелес, Калифорния, США | Завоевал пояс чемпиона UFC в наилегчайшем весе. «Бой вечера»                                                                                       |
| Победа    | 12-2   | Серхио Петтис      | Единогласное решение       | UFC 218                                   | 2 декабря 2017   | 3     | 5:00  | Детройт, Мичиган, США         | |
| Победа    | 11-2   | Вилсон Рейс        | Нокаут (Удары)             | UFC 215                                   | 10 сентября 2017 | 2     | 0:25  | Эдмонтон, Канада              | «Выступление вечера» |
| Поражение | 10-2   | Джозеф Бенавидес   | Раздельное решение         | The Ultimate Fighter: сезон 24            | 3 декабря 2016   | 3     | 5:00  | Лас-Вегас, Невада, США        | Сехудо был наказан снятием 1 балла в 1 раунде за неоднократные удары ниже пояса                                                                    |
| Поражение | 10-1   | Деметриус Джонсон  | Технический нокаут         | UFC 197                                   | 23 апреля 2016   | 1     | 2:49  | Лас-Вегас, Невада, США        | Бой за пояс чемпиона UFC в наилегчайшем весе |
| Победа    | 10-0   | Жусиер Формига     | Раздельное решение         | The Ultimate Fighter: Латинская Америка 2 | 21 ноября 2015   | 3     | 5:00  | Монтеррей, Мексика            | |
| Победа    | 9-0    | Чико Камус         | Единогласное решение       | UFC 188                                   | 13 июня 2015     | 3     | 5:00  | Мехико, Мексика               | |
| Победа    | 8-0    | Крис Кариасо       | Единогласное решение       | UFC 185                                   | 14 марта 2015    | 3     | 5:00  | Даллас, Техас, США            | |
| Победа    | 7-0    | Дастин Кимура      | Единогласное решение       | UFC on Fox: дус Сантус vs. Миочич         | 13 декабря 2014  | 3     | 5:00  | Финикс, Аризона, США          | Дебют в UFC. Возвращение в легчайший вес |
| Победа    | 6-0    | Элиас Гарсия       | Единогласное решение       | Legacy FC 27: Means vs. Young             | 31 января 2014   | 3     | 5:00  | Хьюстон, Техас, США           | Дебют в наилегчайшем весе. Сехудо не уложился (58,06 кг) в лимит весовой категории                                                                 |
| Победа    | 5-0    | Райан Холлис       | Единогласное решение       | Legacy FC 24: Feist vs. Diego Ferreira    | 11 октября 2013  | 3     | 5:00  | Даллас, Техас, США            | Бой в промежуточном весе (58,06 кг) |
| Победа    | 4-0    | Мигелито Марти     | Технический нокаут (удары) | Gladiator Challenge: American Dream       | 18 мая 2013      | 1     | 1:43  | Линкольн, Калифорния, США     | |
| Победа    | 3-0    | Энтони Сешшн       | Технический нокаут (удары) | WFF 10: Cejudo vs. Session                | 19 апреля 2013   | 1     | 4:23  | Чандлер, Аризона, США         | Завоевал вакантный пояс чемпиона WFF в легчайшем весе                                                                                              |
| Победа    | 2-0    | Шон Барнетт        | Технический нокаут (удары) | Gladiator Challenge: Battleground         | 24 марта 2013    | 1     | 4:55  | Сан-Джасинто, Калифорния, США | |
| Победа    | 1-0    | Майк Поэ           | Сдача (удары)              | WFF: Pascua Yaqui Fights 4                | 2 марта 2013     | 1     | 1:25  | Тусон, Аризона, США           | Дебют в легчайшем весе ММА |